# اروین کرمرس
اروین کرمرس (به آلمانی: Erwin Kremers) بازیکن فوتبال و مهاجم اهل آلمان است که از سال ۱۹۷۲ میلادی عضو تیم ملی فوتبال آلمان بوده‌است. وی در ۱۵ بازی ملی حضور داشته است و آخرین بازی ملی خود را در سال ۱۹۷۴ میلادی انجام داد. اروین کرمرس در بازی‌های ملی‌اش ۳ گل به ثمر رساند.